# Youssef Fadel
Youssef Fadel est un écrivain marocain, dramaturge, metteur en scène, romancier et scénariste, né en 1949, à Casablanca.
Sa pièce La Guerre (1974) lui valut d'être emprisonné huit mois dans les cachots du pouvoir marocain.

## Biographie
Youssef Fadel naît à Casablanca, dans un milieu modeste, et reçoit une éducation religieuse très rigoureuse par son père, Hadj Si Omar Fadel, qui était fquih, spécialiste des règles d'application des rites et lois de l'islam.
Il fonde une troupe de théâtre dans son quartier natal Derb Sultan à Casablanca, la troupe Al Bassim, et monte des pièces de théâtre de grands auteurs dramatiques notamment Bertolt Brecht ou Edward Albee.
Il publie sa première nouvelle intitulée Une tête échevelée et chevelue en 1969 dans le quotidien Al Alam.
En 1974, il écrit La Guerre, une pièce de théâtre qui lui vaut d'être emprisonné de novembre 1974 jusqu’au printemps de 1975. Durant son emprisonnement, il écrit Le Coiffeur du quartier des pauvres.
En 1978, il joue lui-même dans cette pièce, adaptée à l'écran par Mohamed Reggab (en), en 1982, Le Coiffeur du quartier des pauvres.
Youssef Fadel est aussi l’auteur de l'essai Fragments d’imaginaire, édité en français et en arabe aux éditions Le Fennec, et a adapté les dialogues de Mektoub et d' Ali Zaoua prince de la rue, tous deux réalisés par Nabil Ayouch.
Son roman Haschish, reçoit le prix Atlas en 2000 pour la meilleure fiction de langue arabe.
Il est l'auteur de pièces et de romans, et travaille également sur des scénarios et comme metteur en scène. Il est en outre l’auteur d’une série d’adaptations dont Du pain plein les poches, de Matei Vișniec en 1995.
Il est un des membres fondateurs du théâtre Shem’s et dirige la revue littéraire Nejma,
Youssef Fadel vit à Casablanca.

## Œuvres

### Pièces
- La Guerre (1974) ;
- Grandeur et décadence de Marrakech (1980) ;
- Le Requin (1987) ;
- Les Jours de gloire (1994) ;
- Gilgamesh (1997) ;
- Les Enfants du pays (2000) ;
- Jeux africains (2001) ;
- Je traverse une forêt noire (2002) ;
- Les Topographes (2005) ;
- La Vie à côté (2007).

### Romans
- Aghmat (1989) ;
- Le Roi des Juifs (1994) ;
- Haschish (prix Atlas en 2000 pour le meilleur livre en langue arabe)[3] ;
- Un oiseau bleu et rare vole avec moi (prix du Maroc du Livre 2017)[6] ;
- N’appelle pas, il n’y a personne (prix Caméléon 2019);
- Celestina (1992);
- Un joli chat blanc marche derrière moi (2014);

### Essais
- Fragments d'imaginaire.

### Filmographie

#### Réalisateur
- Agadir Express (2014)[7].